# Подризник

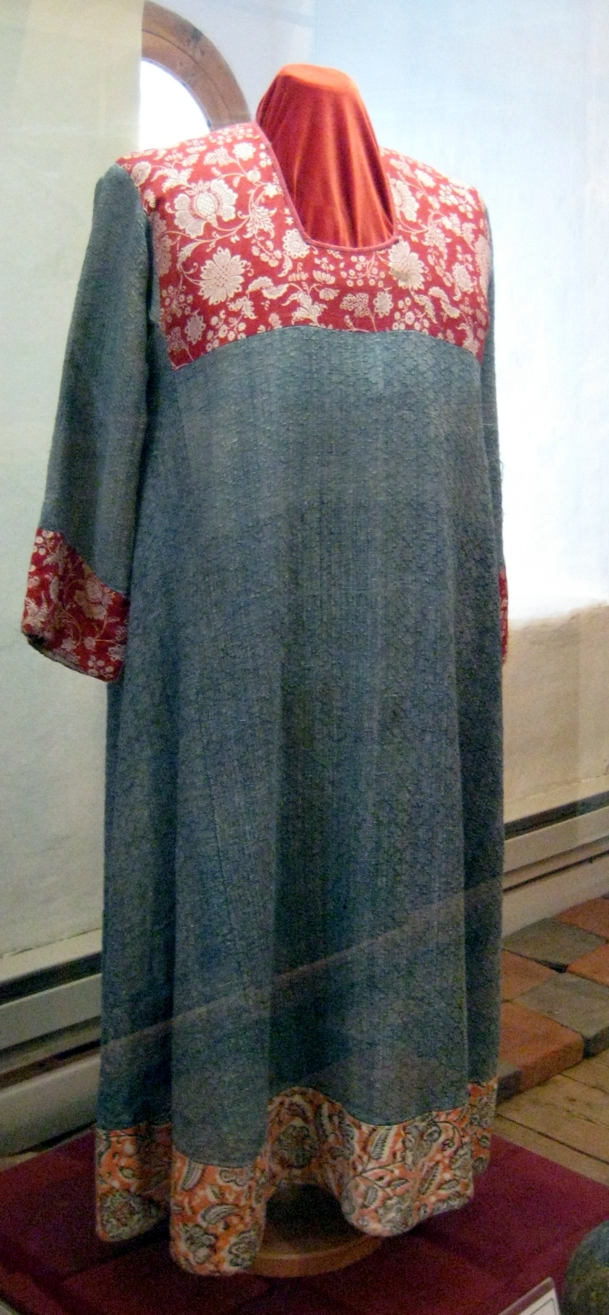
Подризник

Подри́зник (подря́сник, ст.‑слав. срачица, срака, сракы; рус. сорочка) — богослужебное облачение священника и архиерея — род стихаря — длинная до пят одежда с узкими рукавами, белого или, реже, иных цветов, обычно шёлковая.
Подризник надевается архиереем и священником при совершении литургии, а также в особых случаях на других службах (например, на утрени при выносе креста в праздник Воздвижения, на пасхальной вечерне и другое). Отличие священнического и архиерейского подризников от диаконского стихаря состоит в том, что у священника и архиерея он всегда делается шире и просторнее. Сверх подризника архиерейского облаченья надевался сак или сакос (м. р., греч.).
Подризник изготавливается преимущественно из белых тканей, символизируя тем самым чистоту помыслов священнослужителя, совершающего богослужения. Подризник также символизирует брачные одежды Царства Небесного.
Аналогом подризника в Римско-католической церкви является альба.